# Clemens-Brentano-Preis
Der Clemens-Brentano-Preis wurde 1993 von der Stadt Heidelberg gestiftet und ist ein seit 1995 jährlich verliehener Förderpreis für Literatur. Die Stadt benannte ihn in Erinnerung an Clemens Brentano, der einige Jahre in Heidelberg lebte.
Der Literaturpreis wird in Zusammenarbeit mit dem Germanistischen Seminar der Ruprecht-Karls-Universität Heidelberg in der Regel an Nachwuchs-Autoren verliehen, die durch erste Veröffentlichungen bereits auf sich aufmerksam gemacht haben. Mit der Auszeichnung, die mit 10.000 Euro dotiert ist (bei zwei Preisträgern wird die Preissumme geteilt), sollen sie finanziell etwas entlastet werden, um sich neuen Projekten zuwenden zu können. Sie wird abwechselnd vergeben in den Sparten Lyrik, Erzählung, Roman und Essay. Die Jury besteht aus Verlagslektoren, Autoren, Literaturkritikern und – als Besonderheit – aus Studenten des Germanistischen Seminars der Universität.

## Preisträger
- 1993 Günter Coufal für Am Fenster
- 1995 Gabriele Kögl für Das Mensch
- 1996 Barbara Köhler für Blue Box, Jörg Schieke für Die Rosen zitieren die Adern
- 1997 Daniel Zahno für Doktor Turban
- 1998 Benjamin Korn für Kunst, Macht und Moral
- 1999 Norbert Niemann für Wie man’s nimmt
- 2000 Oswald Egger für Herde der Rede und Der Rede Dreh, Hendrik Rost für Fliegende Schatten
- 2001 Sabine Peters für Nimmersatt
- 2002 Doron Rabinovici für Credo und Credit
- 2003 Andreas Maier für Klausen
- 2004 Raphael Urweider für Das Gegenteil von Fleisch
- 2005 Anna Katharina Hahn für Kavaliersdelikt
- 2006 Stefan Weidner für Mohammedanische Versuchungen[1]
- 2007 Clemens Meyer für Als wir träumten
- 2008 Ann Cotten für Fremdwörterbuchsonette
- 2009 Andreas Stichmann für Jackie in Silber, Felicia Zeller für Einsam lehnen am Bekannten[2]
- 2010 Sven Hillenkamp für den Essay Das Ende der Liebe. Gefühle im Zeitalter unendlicher Freiheit
- 2011 Wolfgang Herrndorf für Tschick
- 2012 Alexander Gumz für Ausrücken mit Modellen
- 2013 Philipp Schönthaler für Nach oben ist das Leben offen. Erzählungen
- 2014 Maximilian Probst für den Essay Der Drahtesel. Die letzte humane Technik
- 2015 Saskia Hennig von Lange für den Roman Zurück zum Feuer[3]
- 2016 Thilo Krause für Um die Dinge ganz zu lassen
- 2017 Jan Snela für Milchgesicht. Ein Bestiarium der Liebe[4]
- 2018 Philipp Stadelmaier für den Essay Die mittleren Regionen. Über Terror und Meinung
- 2019 Gianna Molinari für Hier ist noch alles möglich
- 2020 Levin Westermann für bezüglich der schatten[5]
- 2021 Simon Sailer für die Erzählung Die Schrift
- 2022 Hanna Engelmeier für den Essayband Trost. Vier Übungen
- 2023 Yael Inokai für Ein simpler Eingriff[6]
- 2024 Sibylla Vričić Hausmann für den Lyrikband meine Faust
- 2025 Noemi Somalvico für Das Herz wirft in der Brust keinen Schatten